# Lodenau
Lodenau (obersorbisch Łodnjow) ist ein Ortsteil der oberlausitzischen Kleinstadt Rothenburg/Oberlausitz an der Lausitzer Neiße. Im nördlichen Teil seiner Gemarkung befindet sich das Einzelgut Ungunst.

## Geographie

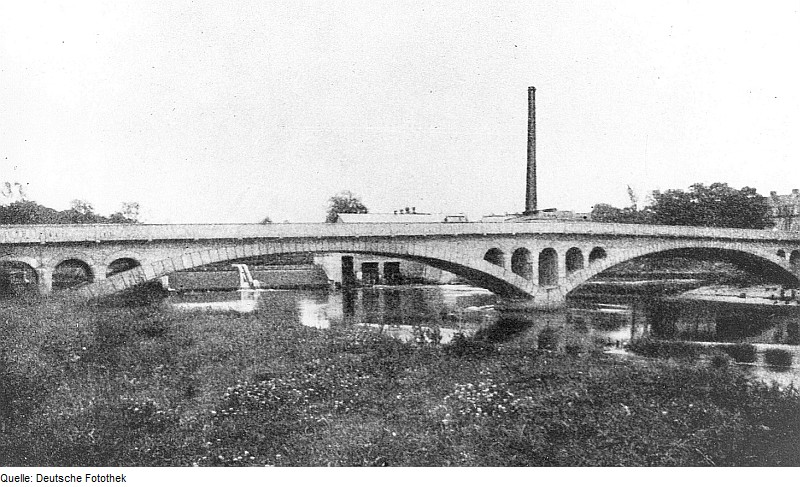
Neißebrücke zwischen Lodenau und Zoblitz (um 1920)

In Form eines Gassengruppendorfes liegt Lodenau am nördlichen Rand einer fruchtbaren Neißeaue. Das Dorf liegt an der Staatsstraße 127, die von Bad Muskau entlang der Neiße nach Görlitz verläuft.
Nördlich von Lodenau liegen Steinbach und Ungunst, westlich liegt Neusorge, im Südwesten liegt Bremenhain und im Süden Noes und Rothenburg. Auf der polnischen Neißeseite liegt das Dorf Sobolice (Zoblitz).

## Geschichte

### Ortsgeschichte
Die erste urkundliche Nennung Lodenaus datiert auf das Jahr 1375, damals noch unter dem Namen Lode. Allerdings wird bereits 1358 ein Nickil Lode im ältesten Görlitzer Stadtbuch genannt. Das Rittergut ist für das Jahr 1390 belegt, als sein Besitzer Günther von Kottwitz mit dem Muskauer Herrn Hans von Penzig im Grenzstreit lag.
Das Gut gehörte 1609 Wolf von Rechenberg. Die Anwartschaft dafür wurde 1657 Kurt Reinicke von Callenberg zugesprochen, es gelangte letztlich aber nicht in seinen Besitz, sondern blieb bis 1748 im Besitz derer von Rechenberg.
1724 wurde der nördlich gelegene Ortsteil Ungunst erwähnt, dessen Name sich wahrscheinlich von ungünstigem Boden herleitet.
Nachdem Sachsen 1815 den nordöstlichen Teil der Oberlausitz an Preußen abtreten musste, wurde Lodenau dem Landkreis Rothenburg (Ob. Laus.) zugeordnet.
Lodenau war immer wieder Opfer von Flammen, durch seine Lage an Neißewiesen jedoch auch flutgefährdet. So brannten beispielsweise 1852 Teile des Dorfes und 1897 waren das Gut und das gesamte Niederdorf überflutet.

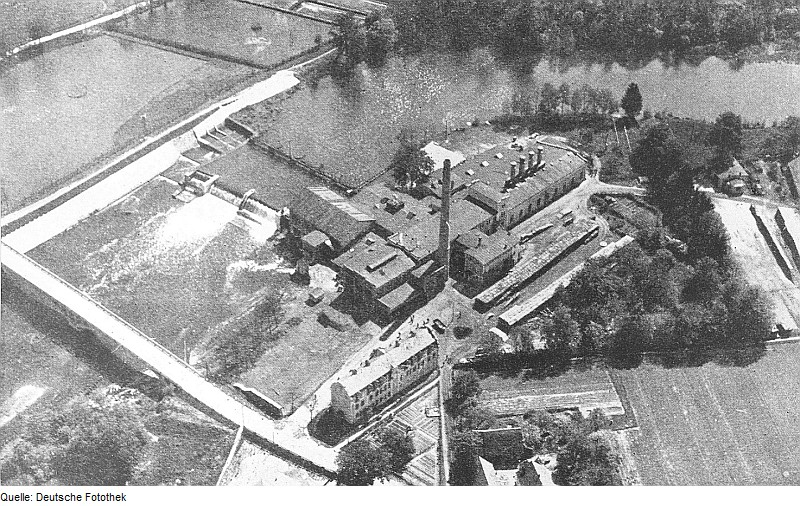
Luftbild der Holzstoff- und Lederpappenfabrik aus den zwanziger Jahren

Die Lodenauer Holzstofffabriken wurden 1873 gegründet. In ihnen wurde 1908 „eine der modernsten Rundsiebkartonmaschinen der Welt zur Herstellung von Pappen in endlosen Bahnen“ installiert. Zur Nachbargemeinde Zoblitz, in der auch eine stetig ausgebaute Papierfabrik stand, gab es eine Brückenverbindung.
Durch den Bau der Bahnstrecke Horka–Przewóz erhielt der Ort 1907 einen Bahnhof und die Papierfabrik ein Anschlussgleis.
Lodenau wurde am 1. April 1938 mit Zoblitz zu Zoblitz-Lodenau zusammengeschlossen. Nachdem am Ende des Zweiten Weltkriegs die Oder-Neiße-Linie die neue Grenze zwischen Deutschland und Polen darstellte, wurde Lodenau wieder eine eigenständige Gemeinde.
Am 1. Juli 1969 wurde Steinbach nach Lodenau eingemeindet. Zum 1. März 1994 kam Neusorge hinzu. Am 1. Januar 1999 wurden schließlich die Gemeinden Lodenau und Uhsmannsdorf nach Rothenburg eingemeindet.

### Bevölkerungsentwicklung
| Jahr | Einwohner |
| ---- | --------- |
| 1825 | 454       |
| 1837 | 451       |
| 1871 | 425       |
| 1885 | 417       |
| 1905 | 538       |
| 1925 | 584       |
| 1937 | 664       |
| 1946 | 1128      |
| 1950 | 1138      |
| 1964 | 1021      |
| 1971 | 1184      |
| 1988 | 812       |
| 1990 | 785       |
| 1993 | 715       |
| 1998 | 907       |
| 1999 | 651       |
| 2002 | 616       |
| 2006 | 545       |
| 2014 | 449       |

Im Jahr 1777 wirtschafteten in Lodenau 8 besessene Mann, 19 Gärtner und 21 Häusler.
Nachdem die Bevölkerungszahl von 454 im Jahr 1825 zwischenzeitlich bis auf 417 im Jahr 1885 abfiel, stieg sie bis 1937 kontinuierlich auf 664 an. Nach dem Zusammenschluss mit Zoblitz hatte die Doppelgemeinde 1141 Einwohner im Mai 1939. Nahezu die gleiche Zahl hatte die wieder eigenständige Gemeinde Lodenau in den Nachkriegsjahren. Von 1950 bis 1964 war ein Rückgang um 10 % auf 1021 zu verzeichnen.
Trotz der Eingemeindung von Steinbach lag die Einwohnerzahl der Gemeinde 1990 um fast 250 Einwohner tiefer als 1964. In den drei Jahren nach der Wende fiel sie nochmals um 8 % auf 715. Durch die Eingemeindung von Neusorge stieg die Zahl 1994 um etwa 165 Einwohner auf rund 880. In den folgenden Jahren stieg die Einwohnerzahl wieder und konnte bis zur Eingemeindung bei rund 910 gehalten werden. Der Vergleich zwischen 1998 (Gemeinde Lodenau mit Steinbach und Neusorge) und 1999 (nur Ortsteil Lodenau) zeigt, dass etwa 70 % der Einwohner der Gemeinde Lodenau im Hauptort wohnten.
Nachdem der Zuzug zurückging, fiel die Einwohnerzahl wieder etwas ab, so dass die Ortschaft Lodenau 2006 auf 545 Einwohner kommt. Auf dem Gebietsstand der Gemeinde Lodenau von 1998 lebten im Jahr 2006 etwa 800 Einwohner.

## Persönlichkeiten
- Adolf Zimmermann (1799–1859), Maler, der den Nazarenern angehörte, geboren in Neusorge